# Doumu
Doumu significa la Mare de l' Ossa Major, és una deessa d'origen indi. És a dir, pertany dins del bramanisme. Correspon a Marīci (Molizhi 摩利支) dins de la mitologia brahmànica. La deïtat va ser portada a la Xina durant la dinastia Tang per Amoghavajra (Bukong 不空, 705–74) que, segons es diu, va oferir una imatge de Marīci a Tang Daizong (r. 762–79) el dia de l'aniversari de l'emperador.
Segons els cànons budistes i taoistes, Doumu és generalment venerada per concedir la prosperitat i fugir de les malalties a través del seu dhāraṇī.
De manera freqüent, aquesta és confosa amb altres deïtats mare i habitualment és invocada per assegurar un part sense dolor, protegir els nens i superar l'esterilitat. A més, En el taoisme específicament, realitza aquesta tasca com a mare de les estrelles de l'Ossa del Nord (Doumu dasheng yuanjun benming yansheng xinjing 斗姆大聖元君本命延生心經; CT 621, 1b).
Segons l'estudi de Shelley A. Kaehr, Doumu va ser una deïtat associada amb les set estrelles de la constel·lació de l'Ossa Major, es va anomenar Reina del Cel o Emperadriu del Cel, i fins i tot, Mare del Gran Carro. Per que és una força protectora que és pot comparar amb la deessa hindú Marīci.

## Altres denominacions
Es va anomenar la Dama de la Resplendor Porpra (Ziguang furen 紫光夫人), com la dona d'un rei local amb el nom de Zhou Yu 周御, i va donar a llum a nou fills.
- Els dos primers són el Gran Emperador Celestial Sobirà (Tianhuang dadi 天皇大帝) i el Gran Emperador de la Tenuïtat Porpra (Ziwei dadi 紫微大帝). Són els déus de l'Ossa Menor i l'Ossa Major; el primer s'encarrega de fixar la data de naixement dels éssers humans, i el segon, la data de les seves morts.
- Els altres fills són les set estrelles de l'Ossa Major (Beidou bensheng zhenjing 北斗本生真經, CT 45, 29. 2a–b; Benming yansheng xinjing, CT 621, 2b).[3]
- A més, les característiques estel lars de Doumu s'associen amb Marici ja que és l'estrella que precedeix la sortida del sol.
  - Al Tibet i al Nepal, Marici s'identifica amb Vajravarahi, representat pel cap d'una truja.[4]
  - Al territori japonès, es denominara Marishi-ten, venerada a l'edat mitjana pels guerrers, ja que es creia que tenia la capacitat de protegir i invisibilitzar els qui portaven la seva efígie o invocaven el seu nom.[5]

## Iconografia

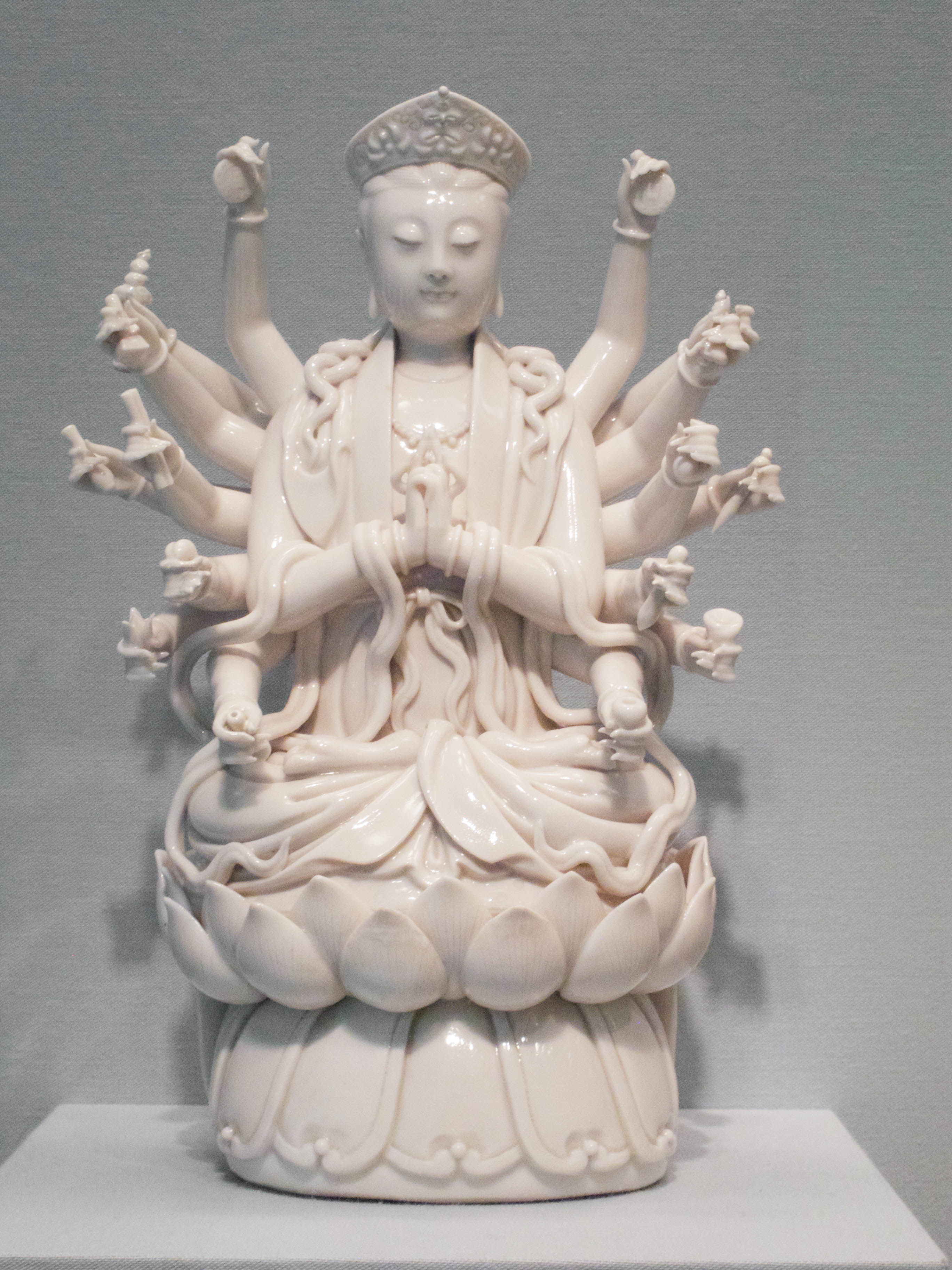
Deïtat taoista Doumu. Porcellana dehua, dinastia Qing, c. 1700-1800. Museu d'art asiàtic (San Francisco)

Les primeres representacions índies d'aquesta deitat de l'alba; apareix el seu carro que era tirat per set animals semblants als óssos o senglars. A més, és probable que provingui d'una llegenda; on set animals eren les estrelles de la constel·lació de l'Ossa Petita i la vuitena estrella seria Marici-Varahi.
Doumu té tres ulls, quatre caps i vuit mans sostenint el Sol, la Lluna i diferents armes sagrades respectivament.
The Daoist deity Doumu, el seu lloc d'origen és la Província de Fujian, Xina. I el material en que està feta aquesta figura es la porcellana. Es troba datada aproximadament del 1700-1800. En aquesta peça és asseguda en un tron de lotus i amb una corona i té en els seus divuit braços diversos instruments simbòlics, entre ells armes sagrades i insígnies. Les mans i la cara finament esculpides són característiques de la porcellana Dehua; també és coneguda com Blanc de Chine en francès.

## Santuaris

### Context
Segons Richard Wang (2012), els prínceps del període Ming també estaven actius en altres temples/santuaris d'origen classic, de religió oficial o temples oficials de cultes populars, ara tots gestionats i habitats per sacerdots taoistes. El taoisme va adoptar a Doumu al seu panteó al segle xv, i es va convertir en la més popular de totes les deesses posteriors. Per tant, Doumu com Bixia Yuanjun van assolir protagonisme a la dinastia Ming fins i tot, van constituir una tendència entre els taoistes. A més, els anònims prínceps de Su també van construir els següents temples taoistes a Lanzhou com el Palau de la Mare Ossa Major (Doumugong), el Palau Taiyi Yanging o el Temple del Déu del Foc (Huoshenmiao), entre d'altres.

#### Dragon Spring Abbey
El príncep Gong de De 德恭王 a l'any 1542 va restaurar aquesta abadia de la província de Longquanguan, Hebei a Xina. És un convent de monges taoista i també és conegut com al Palau Ossa Major (Doumugong 斗 母 宮).
Aquest temple va continuar sent un convent de monges taoista fins al 1906, i el disseny actual de l'edifici d'aquest temple data del projecte de donació de Zhu Zaideng i l'emissió d'un decret inscrit en una estela de pedra amb data de 1609.

#### Doumu Palace
Segons l' Oficina d'Informació del Govern de Tai'an, primer va ser un temple taoista i després es va transformar en un monestir a la dinastia Qing. Va rebre aquest nom a causa dels sacrificis que s' oferien a la mare de l'Ossa Major (1644-1911).

## Relació amb els animals
Doumu va desenvolupar una teoria naturalista on s' enfocava en les persones que maten animals i que donava com a resultat que el txi del món es desequilibri i atregui's desastres. I al final, els éssers humans renaixien en animals.
- Segons aquest concepte, el qi negre (heiqi 黑氣) o el qi de matar (shaqi 殺氣), que emana dels humans que maten animals o fan altres males accions, s'acumula a través del temps i, finalment, obstrueix l'univers.

Al text, Jiuhuang Doumu jiesha yansheng zhenjing 九皇斗姥戒殺延生真經 (Veritable Escriptura sobre estendre la vida a través del no matar [predicat per] Doumu, mare dels nou emperadors [de l'Óssa Major]) està datat entre1798 i 1804 i es va relar a Jueyuantan 覺源壇, a Pequín per alts càrrecs té 12 seccions.
- A la secció 4 (13–15a): Doumu aprofundeix més en la importància de protegir els bovins i els gossos, detalla les seves contribucions a la humanitat i explica els horrors que pateixen els que cometen l'odiós crim de matar-los o menjar-los.[11]
- A la secció 11 (34a–36a): Doumu amplia com matar animals provoca desastres, utilitzant un esquema de cinc fases (wuxing 五行) per explicar l'adveniment de diversos desastres com incendis, guerres i epidèmies, i després torna a la importància de fer cada persona la seva part per evitar desastres col·lectius.[11]

No obstant això, segons Siebert, hi ha dos temes importants, primer és l' explicació de Doumu on ella mateixa no pot ajudar a evitar desastres excepte convèncer a la gent perquè es penedeixi i deixi de matar animals, independentment del fet que siguin vedells o gossos, i donant suport als que ho fan. I el segon tracta de la preocupació i els esforços dels éssers humans en els animals més valuosos.